# Rio Taquiri
O rio Taquiri é um curso de água que banha o estado de Mato Grosso do Sul, Brasil.